# Ventanillas de Combayo
Las Ventanillas de Combayo es un sitio arqueológico peruano situado en el distrito de La Encañada a 35 km de la ciudad de Cajamarca. El sitio abarca unas 20 hectáreas.
La criptas cumplía su función de recinto funerario. El sitio tiene una antigüedad de 3500 años y pertenecería a la cultura Cajamarca.[cita requerida]

## Cronología
Tiene una antigüedad de 500 y 1 200 años después de Cristo.[cita requerida]